# Eurostazioni
Eurostazioni S.p.A. è una società per azioni, fino al 2015, azionista di minoranza di Grandi Stazioni S.p.A., la società che si occupa della riqualificazione e della gestione delle 13 maggiori stazioni ferroviarie italiane, in seguito alla scissione societaria è rimasta azionista di Grandi Stazioni Immobiliare.

## Grandi Stazioni Immobiliare
Grandi Stazioni Immobiliare S.p.A. è la società focalizzata sulla valorizzazione degli immobili. Vede come azionisti il Gruppo FS Italiane al 60% ed Eurostazioni al 40%.

## Azionisti
Azionisti di Eurostazioni sono:
- 32,71% Sintonia (Benetton Group)
- 32,71% Vianini Lavori (Gruppo Caltagirone)
- 32,71% Pirelli & C.
- 1,87% SNCF Participations S.A. (Société nationale des chemins de fer français)